# マンハイム大学
マンハイム大学（ Universität Mannheim、英: University of Mannheim）は、ドイツ、バーデン・ヴュルテンベルク州、マンハイムにある州立大学。ヨーロッパにおいてヴェルサイユ宮殿についで第二に大きいバロック宮殿として知られるマンハイム城の大部分は、マンハイム大学の施設として利用されている。

## 概説
もともと1907年に商科大学として設立され、1967年に総合大学となった、ドイツ国内では比較的若い大学である。
特に経済学・ビジネス・社会科学分野での評価が高く、各種世界大学ランキングでは常に上位にランクインしている。
2018年度Times Higher Education World University Rankingsでは、経済学・ビジネス分野で全世界20位、社会科学分野で全世界31位にランクインしている。
なお、マンハイム大学経営学部には、ドイツ国内では唯一、日本学と経営学を平行して学ぶことができるコースが設置されているため、日本の諸大学とも交流が深い。
マンハイム大学が母体のマンハイムビジネススクールにて2002年よりフルタイムのMBAプログラムが開始された。ドイツ国内MBAランキング1位にランクされている。

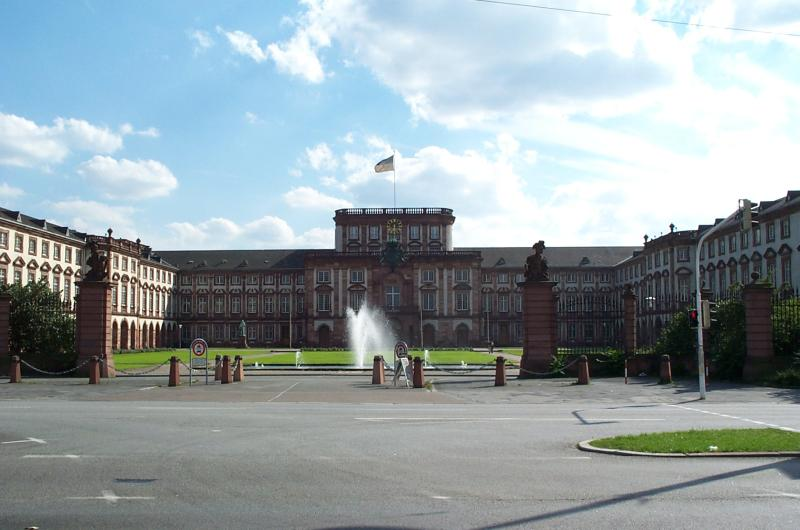
マンハイム大学

## 主な出身者
- 仲正昌樹 - 哲学者
- トマス・ディーズ - 政治学者
- ノルベルト・ボルツ - 哲学者

## 主な教員
- 齊藤誠二 - 法学者
- 百瀬房徳 - 経済学者
- 白鳥浩 - 政治学者
- 木村達雄 - 数学者
- ペーター・アイヒホルン - 経営学者